# Pierregot
Pierregot is een gemeente in het Franse departement Somme (regio Hauts-de-France) en telt 243 inwoners (1999). De plaats maakt deel uit van het arrondissement Amiens.

## Geografie
De oppervlakte van Pierregot bedraagt 2,5 km², de bevolkingsdichtheid is 97,2 inwoners per km².
De onderstaande kaart toont de ligging van Pierregot met de belangrijkste infrastructuur en aangrenzende gemeenten.

## Demografie
Onderstaande figuur toont het verloop van het inwonertal (bron: INSEE-tellingen).